# Campoletis atypica
Campoletis atypica är en stekelart som först beskrevs av Henry Lorenz Viereck 1925.  Campoletis atypica ingår i släktet Campoletis och familjen brokparasitsteklar. Inga underarter finns listade.